# Erythmelus nanus
Erythmelus nanus är en stekelart som beskrevs av Dozier 1937. Erythmelus nanus ingår i släktet Erythmelus och familjen dvärgsteklar.
Artens utbredningsområde är Puerto Rico. Inga underarter finns listade i Catalogue of Life.